# Мирчешти (коммуна)
Мирчешти (рум. Mirceşti) — коммуна в Румынии, жудец Яссы. Численность населения, по данным на 2021 год, составила 3338 человек.

## Описание
Коммуна состоит из двух сел: Мирчешть и Югань.

## Известные представители

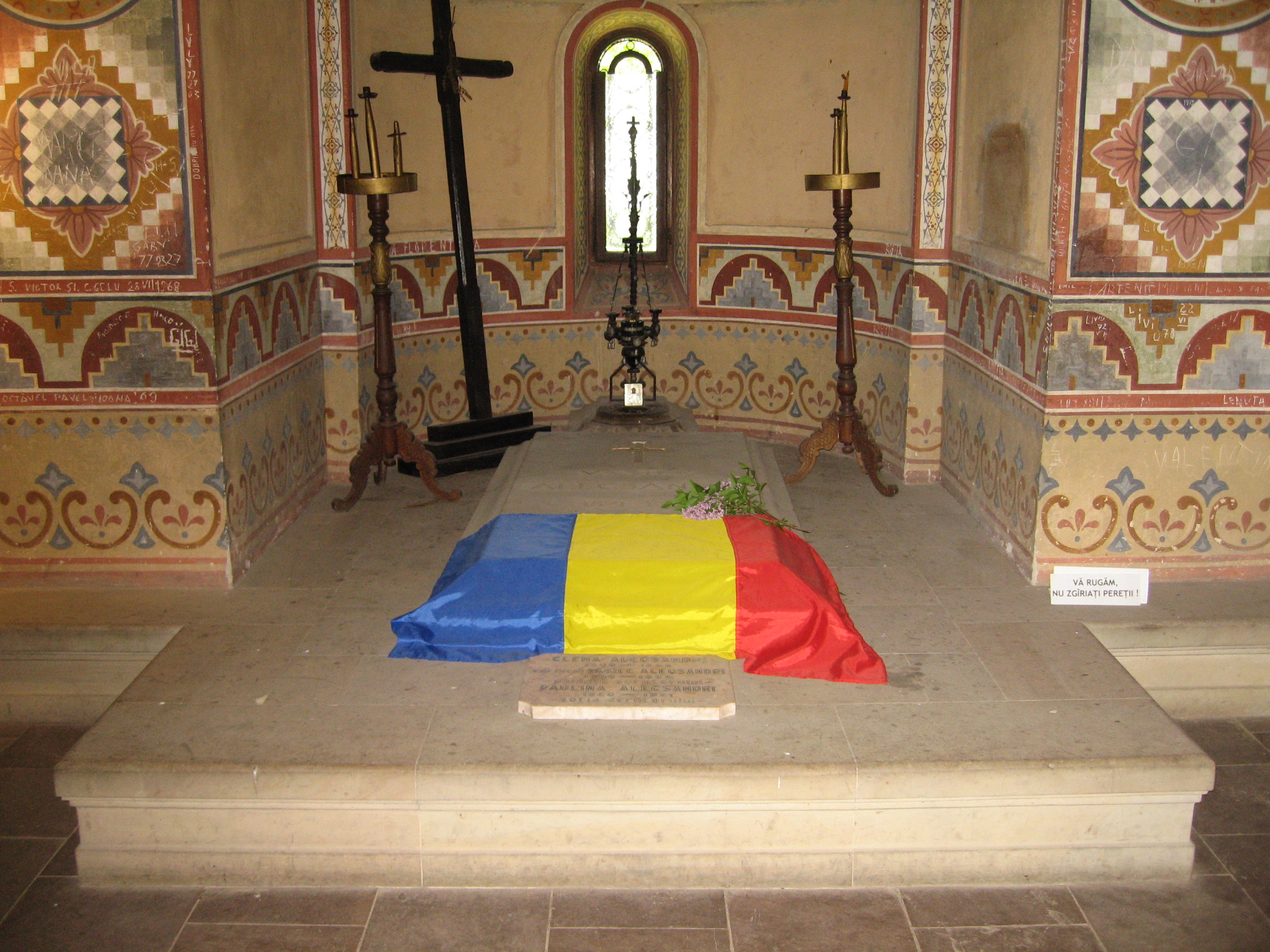
Дом-музей Василе Александри в Мирчешть

- Василе Александри — молдавский писатель, поэт, драматург и публицист.

## Население
| Год  | Численность | Численность |
| ---- | ----------- | ----------- |
| 2011 | 3750        | [ 3 ]       |
| 2021 | 3338        | [ 2 ]       |